# Tinogasta (tổng)
Tinogasta là một tổng phía tây thuộc tỉnh Catamarca ở Argentina.
Tổng này có dân số khoảng 22.500 người và diện tích 23.582km², thủ phủ là Tinogasta, cách thủ đô 1415 km.